# Atemptat de l'Hipercor
L'atemptat de l'Hipercor fou l'atemptat que l'organització armada ETA va fer al centre comercial Hipercor situat a l'Avinguda Meridiana de Barcelona el 19 de juny de 1987, el qual va provocar 21 morts i 45 ferits.

## Antecedents
Des de l'inici de la dècada dels 80 actuaven diverses organitzacions armades com els GAL, Terra Lliure, els GRAPO o ETA en un període polític difús posterior a la transició democràtica espanyola.
Pel que fa al grup basc, la situació bèl·lica s'havia agreujat per a forçar les negociacions amb el govern espanyol, i els atemptats massius i indiscriminats cap a la ciutadania es van constituir com a precedent dins el rang de violència que l'organització havia mostrat fins aleshores. Mentre que l'any 1980 s'havien donat períodes de fins a un mort cada 60 hores, la xifra es va reduir els anys posteriors, però no la tensió política. El 1986 van ser 39 les víctimes d'ETA —la majoria guàrdies civils— i el 1987, 53 (gran part d'elles civils), 8 de les quals comptabilitzades abans de l'atemptat d'Enpetrol.
A Catalunya, el 1986 s'havia constituït una facció d'ETA anomenada Comando Barcelona, la qual es va considerar fins a la dissolució de la banda terrorista un dels comandaments més actius i el responsable de l'atemptat més mortífer de tots els perpetrats per l'organització, l'Atemptat de l'Hipercor de Barcelona. Va ser necessari desmantellar-la fins a 6 vegades, la primera d'elles el mateix 1987. Des de feia més de dos mesos diversos membres del Grup Operatiu Especial (GOE) de la IV Zona de la Guàrdia Civil estaven investigant l'estructura del Comando Barcelona. Malgrat que, segons les mateixes autoritats, hi havia forts indicis que la banda podia perpetuar un atac dies després de les Eleccions al Parlament Europeu del 10 de juny, no es van poder evitar les detonacions al cap de dos dies.
El modus operandi d'aquesta ramificació s'havia basat fins llavors en la utilització de cotxes bomba i amonal (una substància explosiva) per atemptar contra els carrers barcelonins. Així mateix, els precedents més directes foren l'atemptat d'Enpetrol amb dues bombes de rellotgeria formades per 54 quilograms d'amonal totals col·locades en un rack (feix de distribució de canonades per al transport de líquids i gasos) de 22 conductes i d'una extensió de 14 quilòmetres que unia el Port de Tarragona amb la refineria, l'assassinat d'un guàrdia civil al Port de Barcelona el 27 de març amb la mateixa tàctica i la decomissació, 3 dies abans de l'escomessa al conjunt petroquímic, de 120 quilograms d'amonal i altres eines i aparells per a realitzar atemptats en una àrea de servei de l'AP-7, al municipi de Castellbisbal. Fonts oficials van revelar que amb aquests explosius es podrien haver fabricat fins a 6 cotxes bomba i que la intenció del grup era projectar diversos atacs al litoral català durant el mes de juliol.

## Els fets
L'atemptat va consistir en l'explosió d'un cotxe bomba en el segon soterrani del centre comercial, que corresponia al primer pis d'aparcament. Sobre d'aquest pis hi havia la planta d'alimentació. El cotxe, un Ford Sierra robat a Sant Sebastià, contenia 30 kg d'amonal, 100 litres de gasolina, escames de sabó i cola adhesiva, amb un total de 200 kg, i tenia un temporitzador.
Membres de l'organització armada van fer tres trucades a les tres de la tarda avisant de l'atemptat: a la Guàrdia Urbana, a Hipercor i al diari Avui. Digueren que l'atemptat seria entre les 15:30h i les 15:40h. Al no trobar-hi res després d'una inspecció ocular, la policia ho va considerar una falsa alarma. És de notar que a l'època en què es va produir l'atemptat es rebien diàriament nombroses amenaces de bomba. El mateix dia de l'atemptat se’n varen rebre dotze.
A les 16:12 h de la tarda va explotar el cotxe, que va obrir un forat en el sostre pel qual l'explosió va passar a la planta immediata superior d'alimentació, a on es van produir la major part de les víctimes. És de notar que l'amonal, explosiu emprat en l'atemptat, no necessita oxigen per la seva combustió, atès que té incorporat un oxidant. Es varen produir temperatures de fins a 3.000oC i una gran quantitat de gasos asfixiants. L'adhesiu que contenia la barreja explosiva va fer que les masses en combustió s'adherissin als cossos de les víctimes. El nombre final de víctimes va ser de 21 morts i 45 ferits.
L'atemptat realitzat la tarda d'un divendres a les portes de l'estiu al costat d'una artèria circulatòria de Barcelona causà un col·lapse circulatori en plena operació sortida. La columna de fum era visible des de diferents punts de la ciutat.

## Reaccions
Les reaccions de rebuig varen ser generals per part de les institucions socials i organitzacions polítiques. El president de la Generalitat, Jordi Pujol, va fer una declaració institucional a través de TV3, en què va demanar col·laboració a la població per tal de poguer acabar amb el terrorisme. Els reis d'Espanya varen fer escala a Barcelona el dissabte dia 20, en el seu viatge de retorn a Madrid procedents de París. A l'aeroport es varen reunir amb les autoritats de Barcelona per expressar-los el seu condol.
Tots els grups del Parlament varen convocar una manifestació a les 8:30 del vespre del dilluns dia 22, al Passeig de Gràcia de Barcelona. La manifestació va estar encapçalada pels familiars de les víctimes, seguits de forces de la Guàrdia Urbana. Darrere hi havia una pancarta portada pels dirigents de les institucions i partits polítics de Catalunya, notòriament els presidents de la Generalitat Jordi Pujol i del parlament Miquel Coll i Alentorn, l'alcalde de Barcelona Pasqual Maragall, El portaveu del govern Javier Solana, i el president del parlament basc Jesús Eguiguren. La desfilada va transcórrer amb un ambient de silenci. L'estimació d'assistència segons la guàrdia urbana va ser de 750.000 persones. Al finalitzar la manifestació va llegir un manifest l'actriu Nuria Espert.
ETA va fer un comunicat acceptant que havien comés un error i Herri Batasuna en va fer un altre a Bilbao en què lamenta el cost de vides humanes i ferits, i fa una enèrgica crítica d'aquests tipus d'atemptats. També fa una crítica de la direcció de l'empresa i la policia per no haver evacuat, atribuint-los intencionalitat de voler utilitzar els fets per propaganda.
En el darrer butlletí de l'organització a Zutabe l'abril de 2018 i un mes abans de l'anunci de la seva dissolució, ETA va fer un esment especial a l'atemptat d'Hipercor i el va qualificar com el seu "major error i desgràcia", encara que al·lega "que els responsables policials i governamental van prendre la decisió de no desallotjar l'edifici".

## Autoria
L'acció va ser realitzada pel "Comando Barcelona" d'ETA, que en el moment de l'atemptat estava format per Rafael Caride Simón, cap del comando, Domingo Troitiño Arranz i Josefa Ernaga Esnoz. El dirigent de l'organització Santiago Arróspide Sarasola (Santi Potros) va proposar a Rafael Caride accions contra empreses de capital Francès o mixt, i aquest va proposar l'objectiu de l'Hipercor. Santi Potros va subministrar el cotxe i els explosius, que els membres del comando varen preparar i portar al centre comercial Hipercor, des d'un local de Castelldefels.

## Condemnes
Els membres del "comando Barcelona" varen ser detinguts en el pis que habitaven al carrer Mallorca de Barcelona. En el moment de la detenció, el dia 5 de setembre de 1987, el cap del comando era José Luis Gallastegui Lagar, car Rafael Caride havia deixat el comando i era a França. Josefa Ernaga va resultar ferida en l'acció.
Domingo Troitiño i Josefa Ernaga varen ser jutjats per l'Audiència Nacional a Madrid al mes d'octubre de 1989, i la sentència va ser dictada el 14 d'aquest mes i any. Els dos inculpats varen ser condemnats a un total de 794 anys de presó cadascú.
Santi Potros va ser detingut a la població francesa d'Anglet a l'octubre de 1987, i posteriorment condemnat a presó, sent extradit a Espanya per aquest atemptat el 21 de desembre de 2000. Rafael Caride va ser detingut a Tolosa de Llenguadoc al febrer de 1993, i extradit a Espanya. Tot dos varen ser jutjats a l'Audiència Nacional a Madrid el mes de juliol de 2003. Santi Potros va estar condemnat com inductor i Rafael Caride com executor, a un total de 790 anys de presó cadascú.
A més a més, l'Estat Espanyol va ser condemnat com a responsable civil subsidiari per l'actuació de les forces de seguretat. El fet que aquesta demanda prosperés revertí en què s'indemnitzés a dotze dels tretze demandants.

## Monument

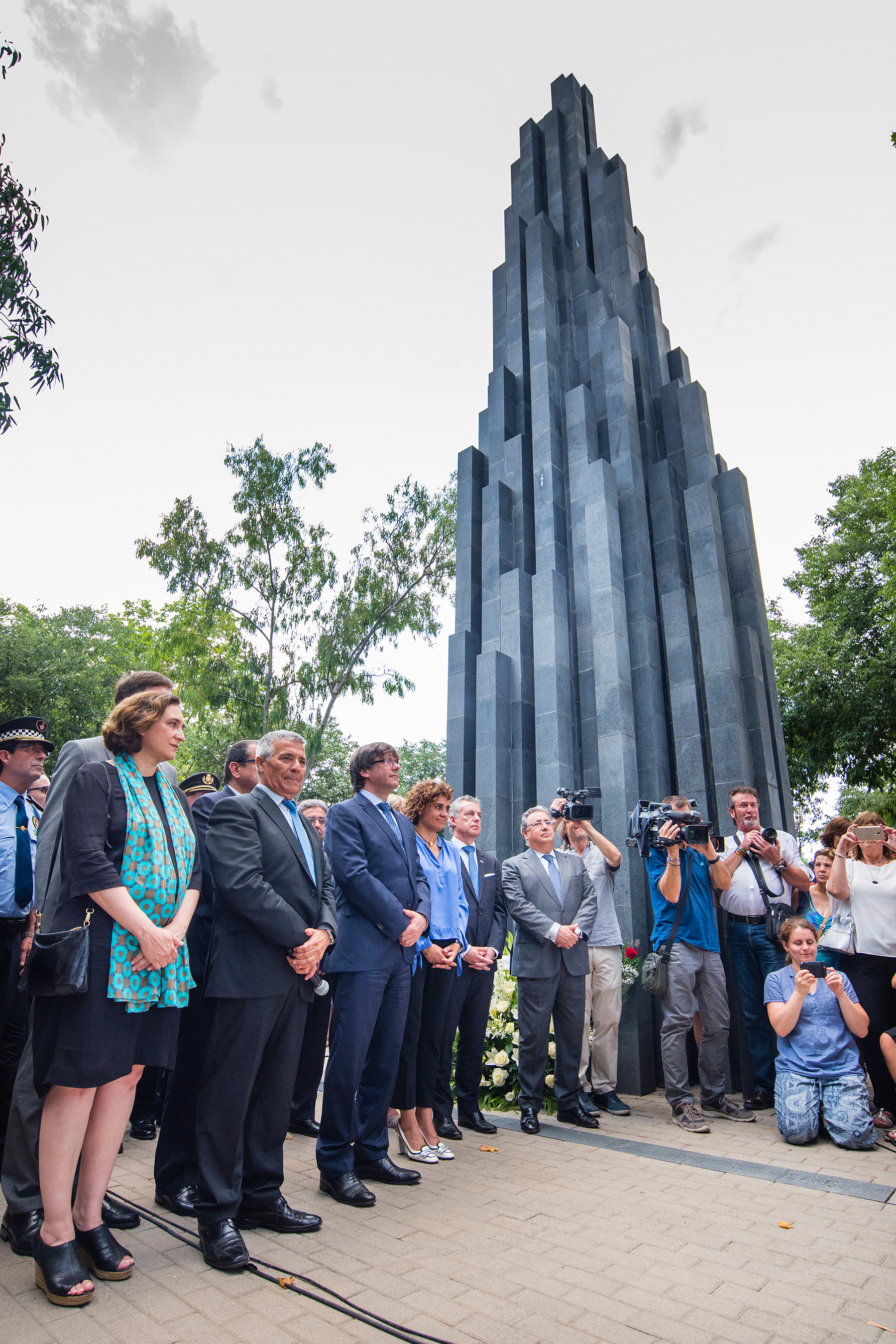
Presència d'alts càrrecs de la Generalitat, Ajuntament de Barcelona i Govern d'Espanya, durant la commemoració del 30è aniversari de l'atemptat.

El 26 de juny del 2003 es va inaugurar a l'extrem sud del Parc de Can Dragó, prop de l'encreuament entre l'avinguda Meridiana i el passeig de Fabra i Puig (a uns 200 metres del lloc de l'atemptat), un monument en memòria de les víctimes del terrorisme.